# Acacia horridula
Acacia horridula é uma espécie de leguminosa do gênero Acacia, pertencente à família Fabaceae.